# Captain America 2 (téléfilm)
Pour les articles homonymes, voir Captain America (homonymie).
Série
Captain America
(1979)
Pour plus de détails, voir Fiche technique et Distribution.

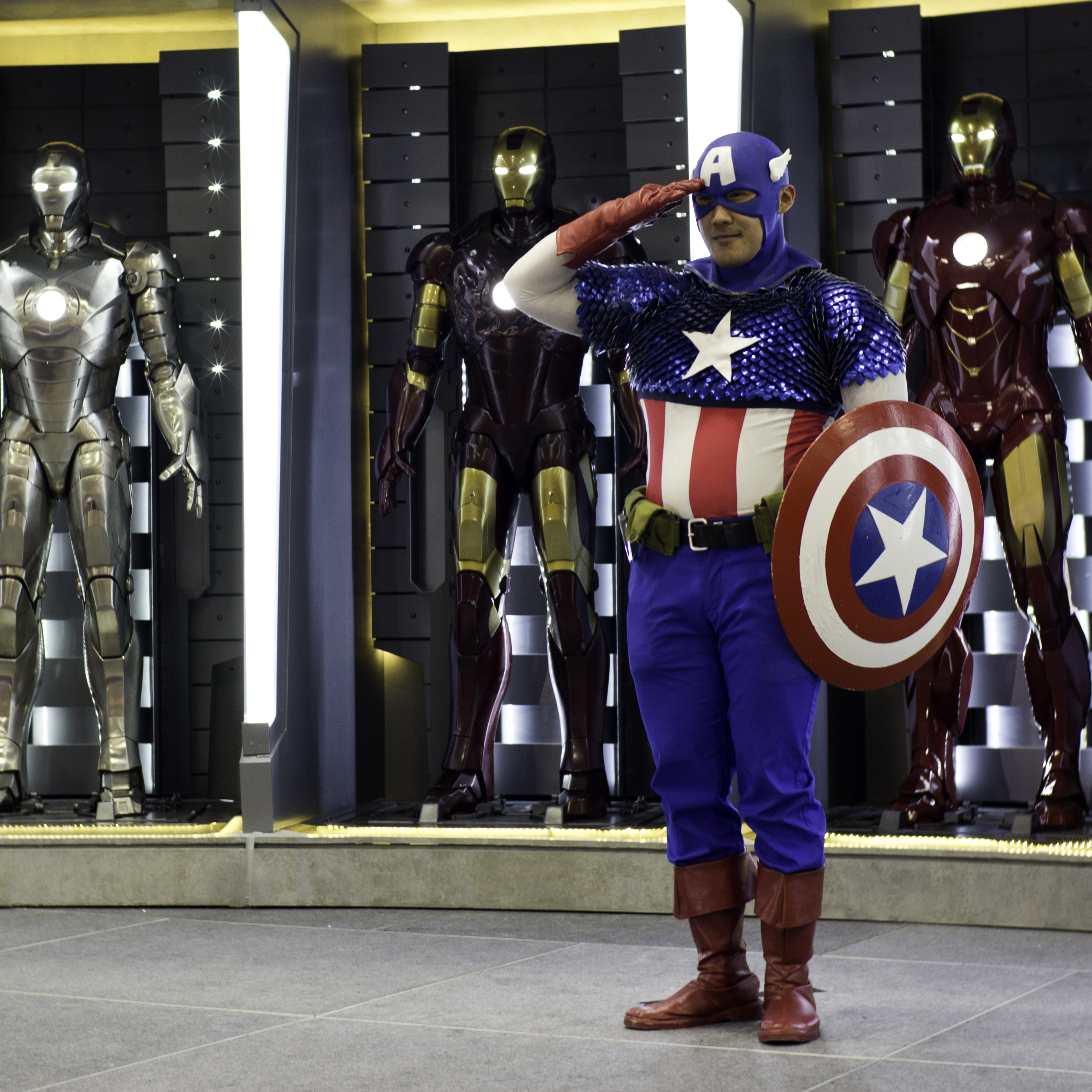
captain America,film américain

Captain America 2 (Captain America II: Death Too Soon) est un téléfilm américain d’Ivan Nagy diffusé le 23 novembre 1979 à la télévision aux États-Unis et en 1980 au cinéma en France (sous le titre Captain America, le précédent téléfilm étant alors inédit).
Il fait suite à un premier téléfilm, Captain America, diffusé début 1979 aux États-Unis.

## Synopsis
Miguel, un dangereux terroriste international, est en possession d'un virus volé à la NSL et qui est capable de faire vieillir une personne en quelques secondes. Après avoir fait une visite à un entrepôt appartenant au criminel sous l'identité de Captain America, Steve Rogers parvient à retrouver la trace du criminel qui se cache en fait dans un pénitencier abandonné. Le bâtiment se trouve à côté d'une petite ville où les premiers signes de contamination sont découverts sur des animaux d'élevage. Steve s'y rend et affronte les mercenaires de Miguel. Un premier jet de virus est lâché sur la population. Le docteur Mills ainsi que son assistante Wendy Day jouent la course contre la montre pour essayer de trouver un antidote. Captain America devra utiliser tous les moyens en sa possession pour empêcher Miguel d'arriver à ses fins...

## Fiche technique
- Titre original : Captain America II: Death Too Soon
- Titre français : Captain America 2 (Captain America lors de sa sortie cinéma en 1980)
- Réalisation : Ivan Nagy
- Scénario : Patricia Payne et Wilton Schiller inspiré du personnage créé Jack Kirby et Joe Simon
- Direction artistique : David L. Snyder
- Costumes : Yvonne Wood
- Montage : Michael S. Murphy
- Directeur de la photographie : Vincent A. Martinelli
- Distribution : Joe Reich
- Musique : Pete Carpenter et Mike Post
- Producteurs : Allan Balter et Martin M. Goldstein
- Pays d'origine : États-Unis
- Format : Couleurs - 35 mm - 1,33:1 - Son mono
- Genre : Aventure, action
- Durée : 88 minutes
- Dates de sortie :
- États-Unis : 23 novembre 1979 (télévision)
- France : 11 juin 1980 (cinéma)

## Distribution
- Reb Brown : Steve Rogers / Captain America
- Connie Sellecca : Docteur Wendy Day
- Len Birman : Docteur Simon Mills
- Katherine Justice : Helen Moore
- Christopher Lee : Miguel
- Christopher Cary : Professeur Ian Ilson
- William Lucking : Stader
- Ken Swofford : Everett Bliss
- Lana Wood : Yolanda
- Stanley Kamel : Kramer
- Lachelle Chamberlain : Jeune fille
- Susan French : Madame Shaw
- Alex Hyde-White : Jeune homme
- William Mims : Docteur Brenner
- Timothy O'Hagan : Cal
- Arthur Rosenberg : Docteur
- John Waldron : Peter

## Sortie DVD
- France :

L'éditeur Elephant Films a sorti ce téléfilm dans un coffret 2 DVD avec Captain America intitulé "Captain America - Steve Rogers Chronicles" le 15 avril 2015. En bonus un entretien exclusif avec Xavier Fournier rédacteur en chef du magazine Comic Box et spécialiste de Marvel. Les copies sont au format d'origine en français pour ce téléfilm et en version originale sous-titrée pour le premier.